# Unbibium

elektronok elhelyezkedése

Az unbibium, más néven eka-tórium a 122-es rendszámú, még fel nem fedezett kémiai elem ideiglenes neve. Vegyjele Ubb. Elektronszerkezete feltehetően [Og]5g2 8s2. Még nem történt kísérlet az anyag előállítására, ám előrejelzések tárgyát képezték.
Egy 2008-as bejelentés szerint természetes tórium mintákban kimutatták a jelenlétét, de a későbbi, pontosabb vizsgálatok fényében ez tévesnek bizonyult.

## Jósolt kémiai tulajdonságok
A csoporton belüli reaktivitások alapján az unbibium vélhetően a cériumnál és tóriumnál is reakcióképesebb fém. Valószínűleg UbbO2 dioxidot és trihalogenideket – például UbbF3 és UbbCl3 – alkot. Az előrejelzések szerint oxidációs állapotai valószínűleg III és IV (és talán II).